# Valentina Rosamilia
Valentina Rosamilia (* 27. Januar 2003 in Aarau) ist eine Schweizer Leichtathletin, die sich auf den Mittelstreckenlauf spezialisiert hat.

## Sportliche Laufbahn
Erste internationale Erfahrungen sammelte Valentina Rosamilia beim Europäischen Olympischen Jugendfestival (EYOF) 2019 in Baku, bei dem sie in 2:06,30 min die Silbermedaille im 800-Meter-Lauf und mit der Schweizer Sprintstaffel (1000 Meter) in 2:10,32 min die Bronzemedaille gewann. Im Dezember wurde sie bei den Crosslauf-Europameisterschaften in Lissabon nach 15:32 min 53. im U20-Rennen. 2021 gewann sie bei den U20-Europameisterschaften in Tallinn in 2:04,08 min die Bronzemedaille über 800 Meter, und anschliessend gewann sie bei den U20-Weltmeisterschaften in Nairobi in 2:04,29 min die Silbermedaille. Bei den Crosslauf-Europameisterschaften in Dublin lief sie nach 14:24 min auf dem 42. Platz im U20-Rennen ein. Im Jahr darauf schied sie bei den U20-Weltmeisterschaften in Cali mit 2:04,64 min im Semifinal über 800 Meter aus, und 2023 kam sie bei den Halleneuropameisterschaften in Istanbul mit 2:04,14 min nicht über den Vorlauf hinaus. Bei den Leichtathletik-Europameisterschaften 2024 in Rom schied sie mit 2:00,83 min im Semifinal aus, wie auch bei den Olympischen Sommerspielen in Paris mit 1:59,27 min. 
2025 schied sie bei den U23-Europameisterschaften in Bergen mit 2:02,76 min in der Vorrunde über 800 Meter aus und belegte mit der 4-mal-400-Meter-Staffel in 3:31,88 min den siebten Platz.

## Persönliche Bestleistungen
- 400 Meter: 52,96 s, 18. August 2024 in Langenthal
- 600 Meter: 1:26,70 min, 9. Mai 2024 in Langenthal
  - 600 Meter (Halle): 1:26,80 min, 28. Januar 2024 in Magglingen
- 800 Meter (Halle): 1:58,69 min, 29. Juni 2024 in Winterthur
  - 800 Meter (Halle): 2:01,98 min, 3. Februar 2024 in Metz